# Софиевка (Генический район)

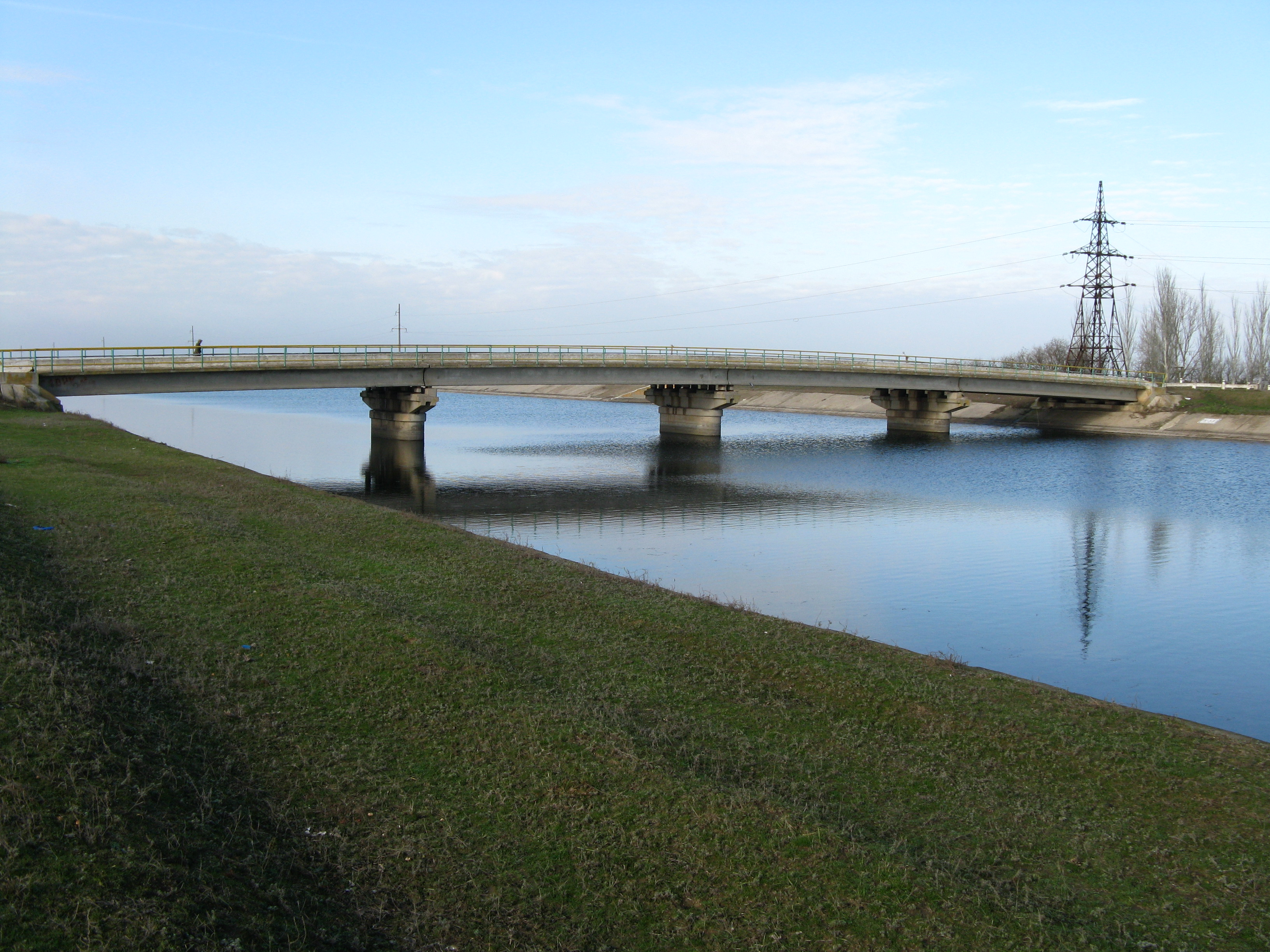
Северо — крымский канал

Софиевка (укр. Софіївка) — село в Новотроицкой поселковой общине Генического района Херсонской области Украины. С 24 февраля 2022 года находится под российской оккупацией.
Население по переписи 2001 года составляло 623 человека. Почтовый индекс — 75312. Телефонный код — 5548. Код КОАТУУ — 6524480505.
Основано село в 1923 году. На месте села раньше, до революции 1917 года, стоял Фальц — Фейнский сарай № 5. Поэтому село называли «пятым», здесь была кошара, Фальц-Фейна и хозяйственные постройки. Переселялись сюда люди из Агайман. Земля была нарезана на 104 хозяйства по 3 десятины на душу, Был колодец, вода из которого вытягивалась бочками, не барабаном, а на вытяжку. Он был недалеко от современного магазина на дороге, сохранилась еще впадина.
Управляющим при Фальц-Фейне был Безор.
Первый колхоз назывался «Южный уголок», Сначала село называли Маевка, так как, землю нарезали в мае, но это название не поддержали. Тогда село назвали Софиевка, в честь Софии Богдановны Фальц-Фейн, так как большинство поселенцев были в своё время батраками Софии Богдановны. На усадьбу возле дома нарезали по 1 десятине. Для поселенцев отпускали кредиты в банке, на которые можно было покупать сельхозинвентарь и лошадей.
В 1930 году все 104 хозяйства вступили в колхоз. Первыми вступили в колхоз Попович И. М., Радченко В. Ф., Самойленко Лука П., Ковтун С. Д., Рындя Кирилл О., Ветух С. С. и ряд других. Было организовано в 1930 году 4 бригады по 50 лошадей в каждой.
Первая бригада имела 5 сеялок дисковых, вторая бригада имела 12 букеров с продольными сеялками, 3 бригада — 12 плугов двухлемешных, 4-12 двухплашковых борон. Колхоз первым в районе закончил посевную компанию и за это получил премию: трактор «Фордзон» и библиотеку на 100 рублей. Первым председателем колхоза был Гумен Прокофий. В колхозе тогда было 2100 ra земли,
В 1933 году колхоз переименовали в колхоз им. Тельмана, председателем избрали Поповича Ивана Мефодиевича.
В 1940 году председателем колхоза работал Репелевский Григорий Семенович до эвакуации, а затем в 1944 году он был снова на этой должности.
В разное время председателями колхоза работали Крышко Порфирит Трофимович, Поляков Иван Иванович, Вовк Григорий Семенович, Клецкий Иван Иванович, Шевченко.
В 1948 году в селе была начальная школа, а потом она реорганизовалась в семилетнюю. Первым директором ее была Серненко Екатерина Петровна. Потом директорами школы были: Крохмаль Иван Тихонович (с 1951 г.), Ляшенко Александр Павлович, Крохмаль Евдокия Николаевна, Семенова Ольга Георгиевна, Бжозовский Борис Николаевич, Чуприна Светлана Ивановна, Мурай Галина Ивановна,
В 1934 году в селе открылся первый магазин, продавцом которого был Ляшенко Петр Иванович.
После войны колхоз менял своё название. Был он сначала им. Ворошилова, потом переименовали в им. Котовского.
В 1959 году он был присоединен к колхозу села В-Ильинка.
В 1989 году село Софиевка было выделено в самостоятельный колхоз «Свобода», его первым председателем избран Жданов Григорий Владимирович.